# مقاطعة مرند
مقاطعة مرند (بالفارسية: شهرستان مرند) هي إحدى مقاطعات محافظة أذربيجان الشرقية في إيران. عاصمة المقاطعة هي مرند. حسب تعداد 2006، بلغ عدد السكان 229,215 نسمة في 59,097 عائلة.